# Eugen Jochum
Eugen Jochum (Babenhausen, 1 de novembre de 1902 - Múnic, 26 de març de 1987) va ser un eminent director d'orquestra alemany.
Nat a Babenhausen, prop d'Augsburg, Alemanya, Jochum va estudiar piano i orgue a Augsburg fins a l'any 1922. Després va estudiar direcció orquestral a Múnic. El seu primer treball va ser com a pianista d'assajos a Mönchengladbach, i després a Kiel.
Va debutar com a director d'orquestra amb l'Orquestra Filharmònica de Múnic l'any 1926, en un programa que incloïa la Simfonia núm. 7 de Bruckner. Aquell mateix any va ser designat com a director a Kiel, on va dirigir disset òperes en la primera temporada, incloent-hi Der fliegende Holländer, Der Rosenkavalier i Turandot..
De Kiel va traslladar-se a Mannheim, on Wilhelm Furtwängler va lloar el seu art. Va rebutjar una oferta per dirigir dotze concerts amb l'Orquestra Filharmònica de Nova York, convençut que la seua experiència i repertori no eren equiparables als de l'orquestra. (De fet no va debutar a Amèrica fins a l'any 1958.) El seu següent càrrec va ser el de director musical a Duisburg, entre 1930 i 1932. L'any 1932 esdevingué director en cap de l'Orquestra de la Ràdio de Berlín, i també hi dirigí 16 concerts amb l'Orquestra Filharmònica de Berlín i la Deutsche Oper.
L'any 1934 va succeir Karl Böhm com a director musical de l'Òpera de l'Estat d'Hamburg i l'Orquestra Filharmònica d'Hamburg. Durant l'època nazi, Hamburg va romandre, tal com Jochum va afirmar, ‘raonablement liberal', de manera que va poder continuar en el càrrec malgrat no haver-se afiliat al partit. Va interpretar música de compositors com ara Hindemith i Bartók, pertot arreu prohibits pels nazis. Tot i això, el 1944, vers la fi de la guerra va ser llistat a la Gottbegnadeten-Liste, una llista d'un miler d'artistes considerats com a irremplaçables que eren exempts de serveis al front per a protegir l'heritatge cultural alemany. Va romandre a Hamburg fins a l'any 1949. Aquest any va assumir el càrrec de director en cap de l'Orquestra Simfònica de la Ràdio de Baviera.
Jochum també va ser un habitual director de l'Orquestra del Concertgebouw d'Amsterdam, i va arribar a ser-ne "primer director" (eerste dirigent) entre 1941 i 1943, durant l'època en què Willem Mengelberg n'era el director principal. Entre 1961 i 1963 va ser, junt amb Bernard Haitink, director principal d'aquesta formació. Jochum va dirigir sovint a Londres, amb l'Orquestra Filharmònica de Londres i l'Orquestra Simfònica de Londres. L'any 1975, l'Orquestra Simfònica de Londres el va nomenar director llorejat.
Va aparèixer regularment al Festival de Salzburg, on va debutar dirigint Tristan und Isolde.
És conegut principalment per les seues versions de l'obra d'Anton Bruckner. Les seues interpretacions de la música de Bach, Beethoven, Brahms, Mozart, Haydn, Schumann, Wagner i Carl Orff també són destacables. El seu enregistrament de Carmina Burana és considerat com una de les versions de referència, atès que el mateix Orff va estar present a les sessions de l'enregistrament i li va donar el seu vistiplau.
Va ser un director que enregistrava sovint, des de les seues primeres aparicions al disc, l'any 1932 (el concert per a piano en re menor de Mozart, amb Edwin Fischer). En l'època de l'LP estèreo va enregistrar principalment per al segell Deutsche Grammophon. El seu cicle de Bruckner per a DG ha romàs als catàlegs permanentment des de la seua aparició a la dècada del 1960. Posteriorment enregistrà de nou el cicle simfònic de Bruckner per a EMI amb la Staatskapelle de Dresden.
El germà menor de Jochum, Georg Ludwig Jochum, també va ser director. La seua filla Veronica Jochum Arxivat 2006-09-01 a Wayback Machine. és professora de piano del Conservatori de Nova Anglaterra de Boston, Massachusetts.
Jochum va morir a Múnic a l'edat de 84 anys. La seua muller, Maria, el va precedir l'any 1985.

## Enregistraments selectes
- Anton Bruckner, Simfonia núm. 8, Orquestra Filharmònica de l'Estat d'Hamburg, 1949 (primer enregistrament comercial de la simfonia completa)
- Carl Orff, Carmina Burana, Orquestra Simfònica de la Ràdio de Baviera, 1953 (primer enregistrament)
- Richard Wagner, Die Meistersinger von Nürnberg, Deutsche Oper de Berlín, 1976 (amb Dietrich Fischer-Dieskau, Plácido Domingo i d'altres)